# Tennie
Tennie is een gemeente in het Franse departement Sarthe (regio Pays de la Loire). De plaats maakt deel uit van het arrondissement Mamers. Tennie telde op 1 januari 2022 1.017 inwoners.

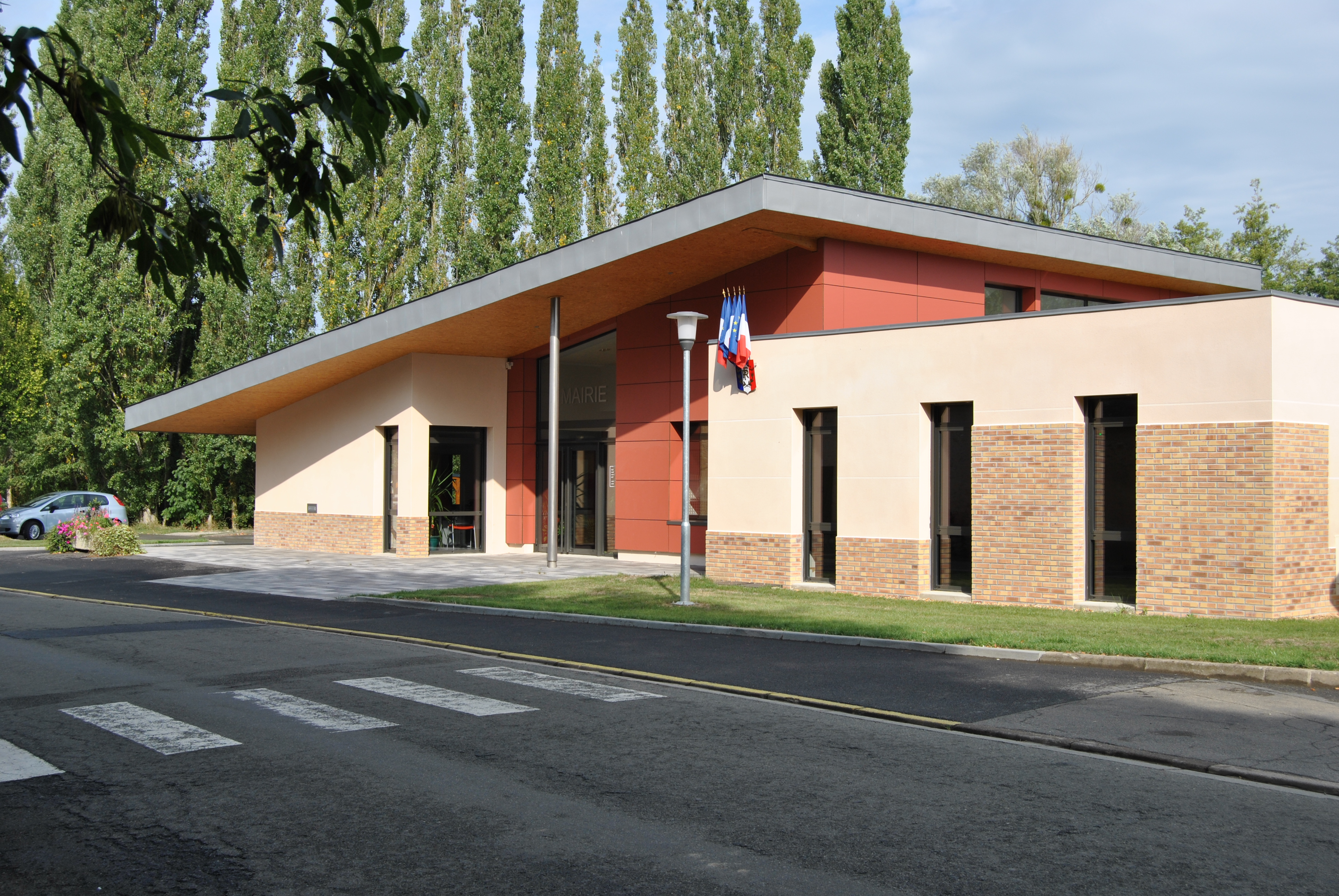
Gemeentehuis
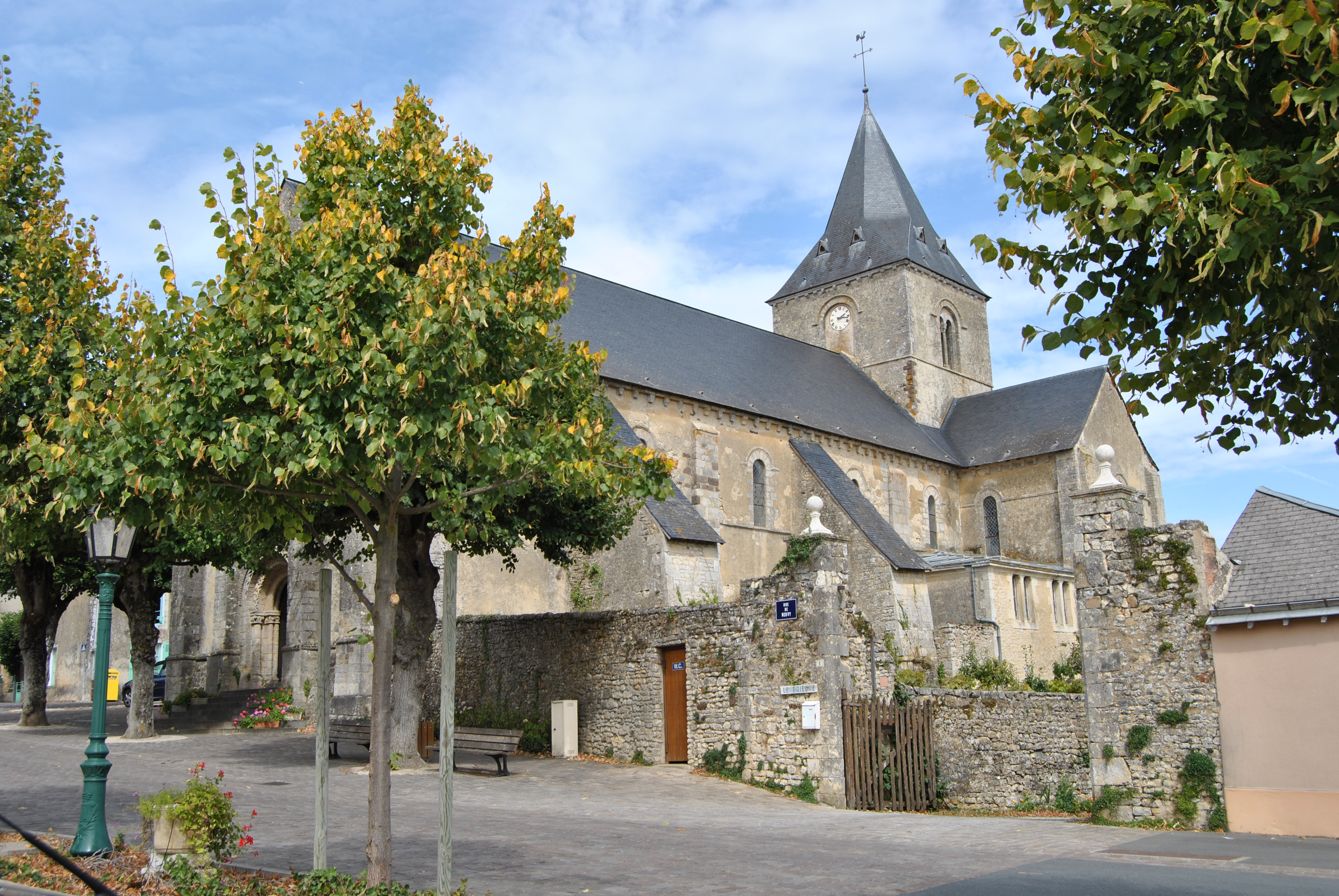
Kerk van Tennie

## Geografie
De oppervlakte van Tennie bedroeg op 1 januari 2022 33,13 vierkante kilometer; de bevolkingsdichtheid was toen 30,7 inwoners per km².

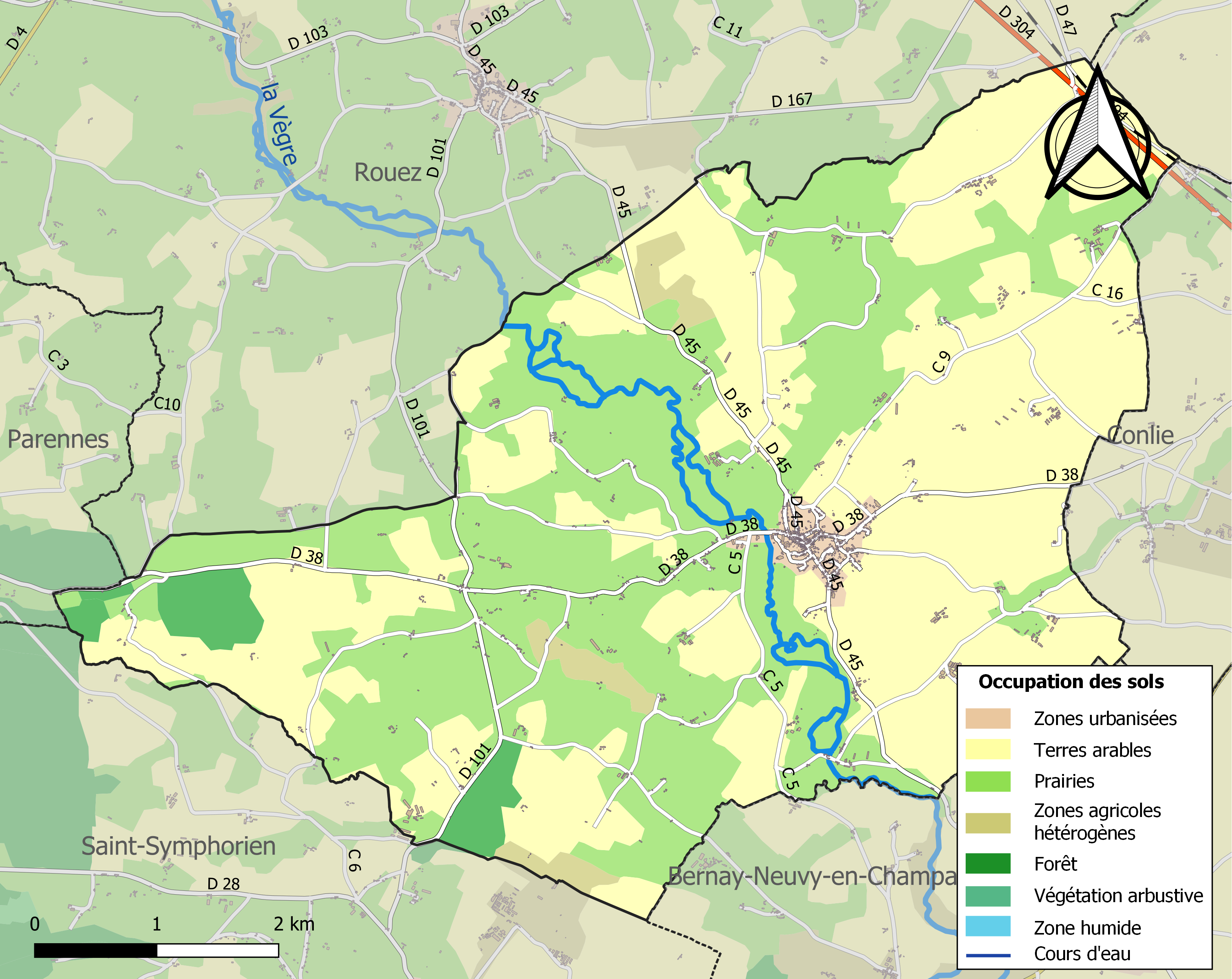
Kaart van de gemeente met de belangrijkste infrastructuur, bodemgebruik en omliggende gemeenten

## Demografie
Onderstaande figuur toont het verloop van het inwonertal (bron: INSEE-tellingen).